# Francis Parkman

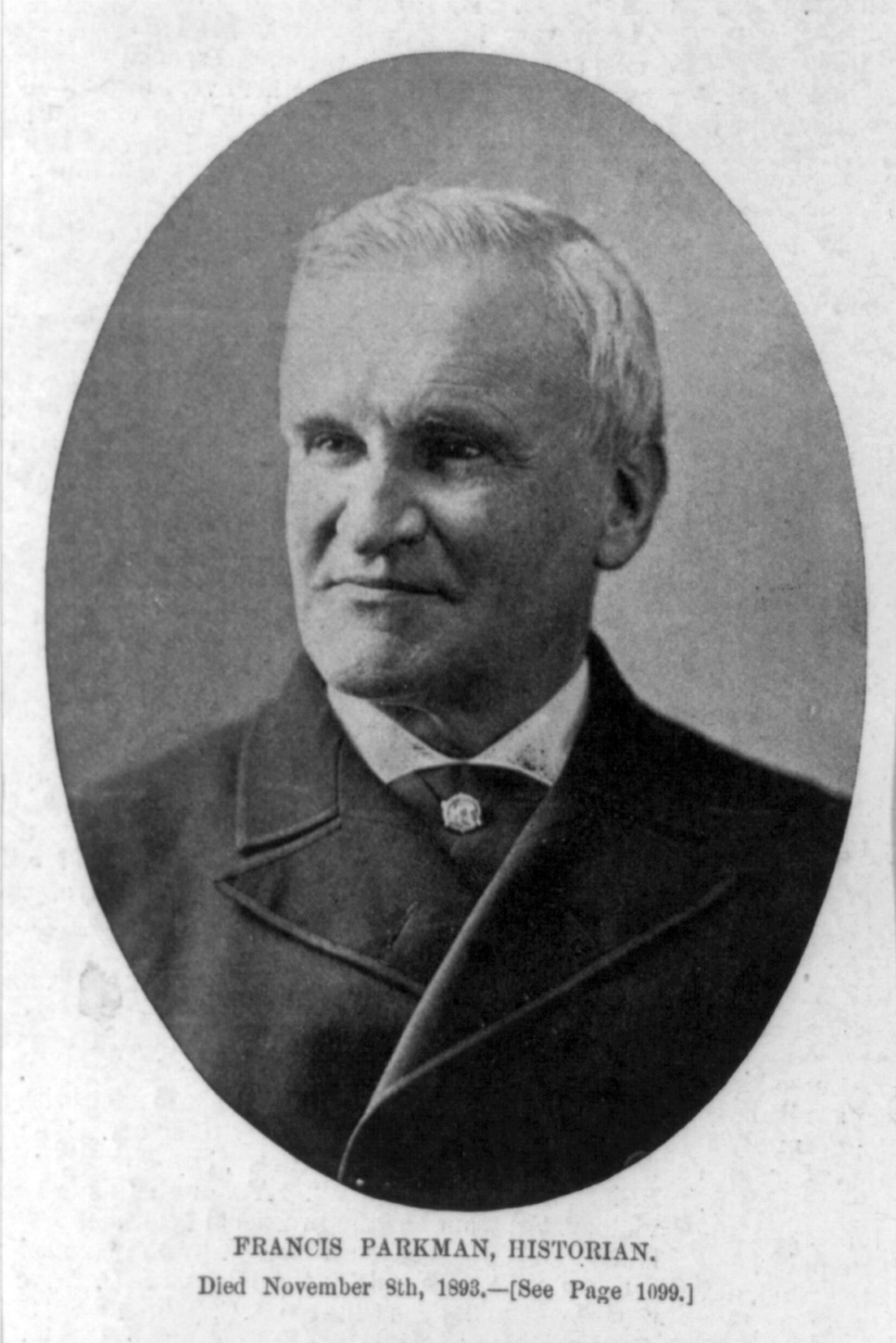
Foto di Francis Parkman

Francis Parkman (Boston, 16 settembre 1823 – Boston, 8 novembre 1893) è stato uno storico, docente orticultore statunitense.

## Biografia
Nato in una famiglia benestante, puritana, era figlio di un pastore della New North Church. Si formò in scuole private, a Boston e a Medford, poi si laureò ad Harvard, nel 1844 in arte e nel 1846 in legge. Visitò zone deserte della Nuova Inghilterra e poi fece viaggi di studio, in Italia e in Inghilterra. Nel 1846 percorse la Pista dell'Oregon (Oregon trail) - principale strada di penetrazione del continente nordamericano - allo scopo di studiare i costumi dei nativi americani. Si fermò presso tribù Sioux e visse in compagnia di gruppi di cacciatori bianchi. Per la vita disagiata e all'aperto, peggiorò la sua già malferma salute. Tornato a Boston, ancora convalescente per una lesione al ginocchio e con gravi problemi alla vista, dettò ad un cugino Via della California e dell'Oregon (1847-1849). Iniziò a scrivere nel 1848 la Storia della cospirazione di Pontiac, opera pubblicata nel 1851.
Si sposò e scrisse un romanzo breve, dal titolo Vassall Morton (1856). Appassionato di orticultura, ne ottenne la cattedra all'Università di Harvard. Dopo la morte della moglie e del figlio si recò a Parigi, a Nizza e a Genova, in cerca di uno specialista che alleviasse i suoi problemi alla vista. Nel 1865 iniziò la pubblicazione di un poderoso lavoro: Francia e Inghilterra nell'America del nord, l'opera cui è legata la sua fama di storico e che comprende anche pubblicazioni uscite antecedentemente e in ordine sparso. Studiò la presenza dei gesuiti in America (La Salle e la scoperta del grande Occidente). Uscirono suoi libri sulla colonizzazione francese del Canada e Mezzo secolo di conflitto (1892).
Morì a Jamaica Plain, un quartiere di Boston, e fu sepolto nel cimitero di Mount Auburn, a Cambridge (Massachusetts). A suo nome è stato creato un prestigioso premio, che si conferisce a studiosi di storia americana. Il suo nome è compreso nella Hall of Fame for Great Americans, una lista di personalità che hanno dato lustro agli USA e che fu creata nel 1900.

## Opere
- The Oregon Trail, 1847.
- The Conspiracy of Pontiac, 1851.
- Vassall Morton (1856), novella.
- The Book of Roses, 1866.
- The Jesuits in North America in the Seventeenth Century, 1867.
- The Old Régime in Canada, 1874.
- A Half Century of Conflict. 1892.
- France and England in North America,  1896.
- The Journals of Francis Parkman, New York, Harper, 1947.

### Traduzioni in italiano
- Scritti scelti di Francis Parkman; a cura di Luca Codignola, Bari, Adriatica, 1976.
- Francis Parkman e gli indiani delle pianure, a cura di Jane Shuter, Torino, SEI, 1997.
- La pista dell'Oregon, Bologna, Società editrice il Mulino, 1959 (Titolo originale The Oregon Trail)